# Uprising - The Remixes
Uprising - The Remixes är ett remixalbum av den svenska synthpoptrion Universal Poplab. Det släpptes i Sverige den 30 november 2007. Remixerna är bland annat från Zeigeist, Timo Räisänen och Andreas and the Chemicals med flera.

## Låtlista
1. I Could Say I'm Sorry (Zeigeist Remix)
2. SOMA Generation (Menichal Servants Remix)
3. Fire (Andreas and the Chemicals Retake)
4. Vampire In You (Neuropa Remix)
5. Heart Apart (Paul Lachenardiére Swing Remix)
6. I Could Say I'm Sorry (Thermostatic Remix)
7. Vampire In You (Bloody Mess Remix)
8. Heart Apart (Timo Räisänen Acoustic Remix)
9. Black Love Song (Monestriean Short Mix)